# Hadith des Persans
Le Hadith des persans (persan : حدیث مردان پارسی) est un hadith qui fait référence à un « récit » au sujet du peuple de iranien (Perse).

## Sujet
On comprend que le sujet central du hadith des persans concerne trois concepts: Iman (foi), Deen (religion) et Ilm (connaissance).

## Le contexte
Le hadith des persans a été raconté dans différentes compilations de hadiths, dont les suivantes :

### Sahih de Bukhari
Mouhammad al-Bukhari a transmis ce hadith : « Rapporté Abu Huraira : « Alors que nous étions assis avec le Prophète, la sourate al-Jumu'a lui a été révélée, et quand le verset « Et Il (Allah) l'a envoyé (Muhammad) aussi à d'autres (Musulmans) .... . » (62: 3) a été récité par le Prophète, j'ai dit : « Qui sont-ils, ô Apôtre d'Allah ? ». Le prophète ne répondit que lorsque je répétai ma question trois fois. À ce moment-là, Salman al-Farsi était avec nous. Alors l'Apôtre d'Allah posa la main sur Salman, en disant : « Même si la foi était à (l'endroit de) Ath-Thuraiya (Les Pléiades, l'étoile la plus élevée), alors un ou des hommes de ces personnes (c'est-à-dire les gens de Salman) l'atteindraient ».  » »
Juste après cela, le hadith suivant transmis par Abu Huraira : « Le Prophète a déclaré : « Quand quelques hommes de ce peuple y seront parvenu ». »

### Sahih Muslim
Ibn al-Hajjaj raconte ce hadith dans le chapitre " Les mérites du peuple de Perse ":
« Abu Huraira a transmis les paroles du messager d'Allah : « Si la foi provenait des Pléiades, même un Perse s'en serait emparé, ou une personne parmi la descendance persane l'aurait sûrement trouvée ». »
Puis suit le hadith suivant :
« Abu Huraira a rapporté : « Nous étions assis en compagnie de l'apôtre d'Allah et la sourate al-Jumu'a lui a été révélée. Quand il a récité (ces mots): « Certains d'entre eux ne les ont pas rejoint ». Une personne parmi eux (ceux qui étaient assis là) a dit : « Le Messager d'Allah ! ». Mais l'apôtre d'Allah ne répondit pas jusqu'à ce qu'il l'ait interrogé une, deux ou trois fois. Et il y avait parmi nous Salman le Persan. L'Apôtre d'Allah plaça sa main sur Salman et dit que « même si la foi était près des Pléiades, un homme parmi ceux-ci la trouverait sûrement". »

## Terminologie

### Ath-Thuraiya
Le terme: "Ath-Thuraiya" est utilisé uniquement dans ce Hadith. On pense que le terme exprime une expression exagérée d'éloignement.

### Perse
Le sens contextuel de «Perse / Iran» peut être confondu par les lecteurs contemporains avec l' Iran moderne; cependant, une compréhension plus complète du Hadith nécessite une compréhension du contexte de l' Historicité du Hadith et des définitions de sa terminologie concernant ce que l'on entendait par «Perse». Les possibilités comprennent:
- Orateurs persans - Certains chercheurs pensent que le mot «Perse» ne se réfère pas à une origine physique; il est plutôt attribué à ceux dont la langue maternelle est le persan.
- À l'est de la péninsule arabique - Certains chercheurs pensent que la Perse signifie l'est de la péninsule arabique en fonction de son application historique par les Arabes.
- Shiraz et ses environs[1].